# Gennep (plaats)

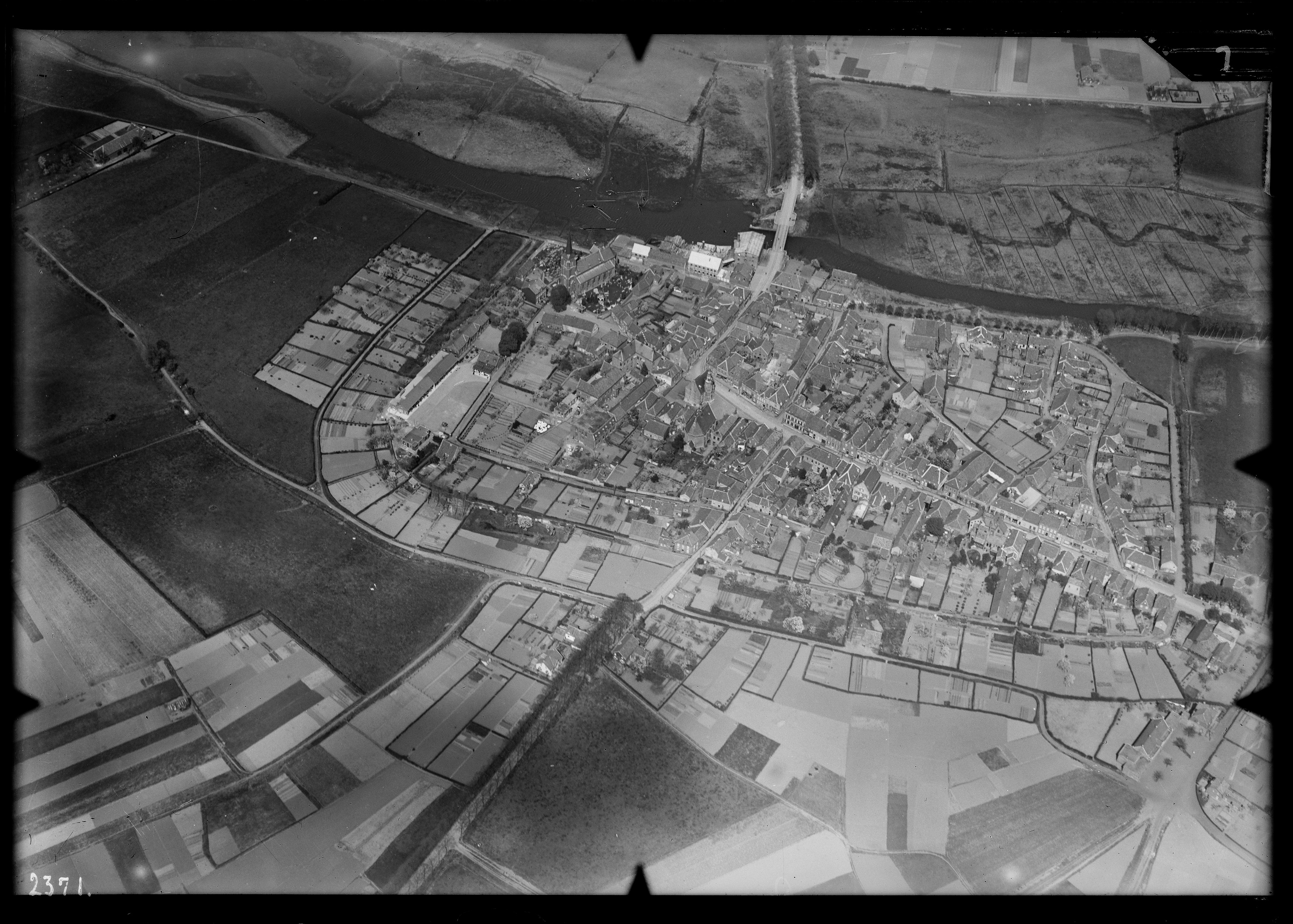
Luchtfoto van Gennep (1920-1940), Nederlands Instituut voor Militaire Historie.

Gennep (uitspraakⓘ) (uitspraak in het dialectⓘ) is een stad  in de Nederlandse provincie Limburg. Op 1 januari 2023 telde Gennep 9.520 inwoners.
De stad Gennep ligt op de samenloop van de rivieren de Maas en de Niers.

## Geschiedenis

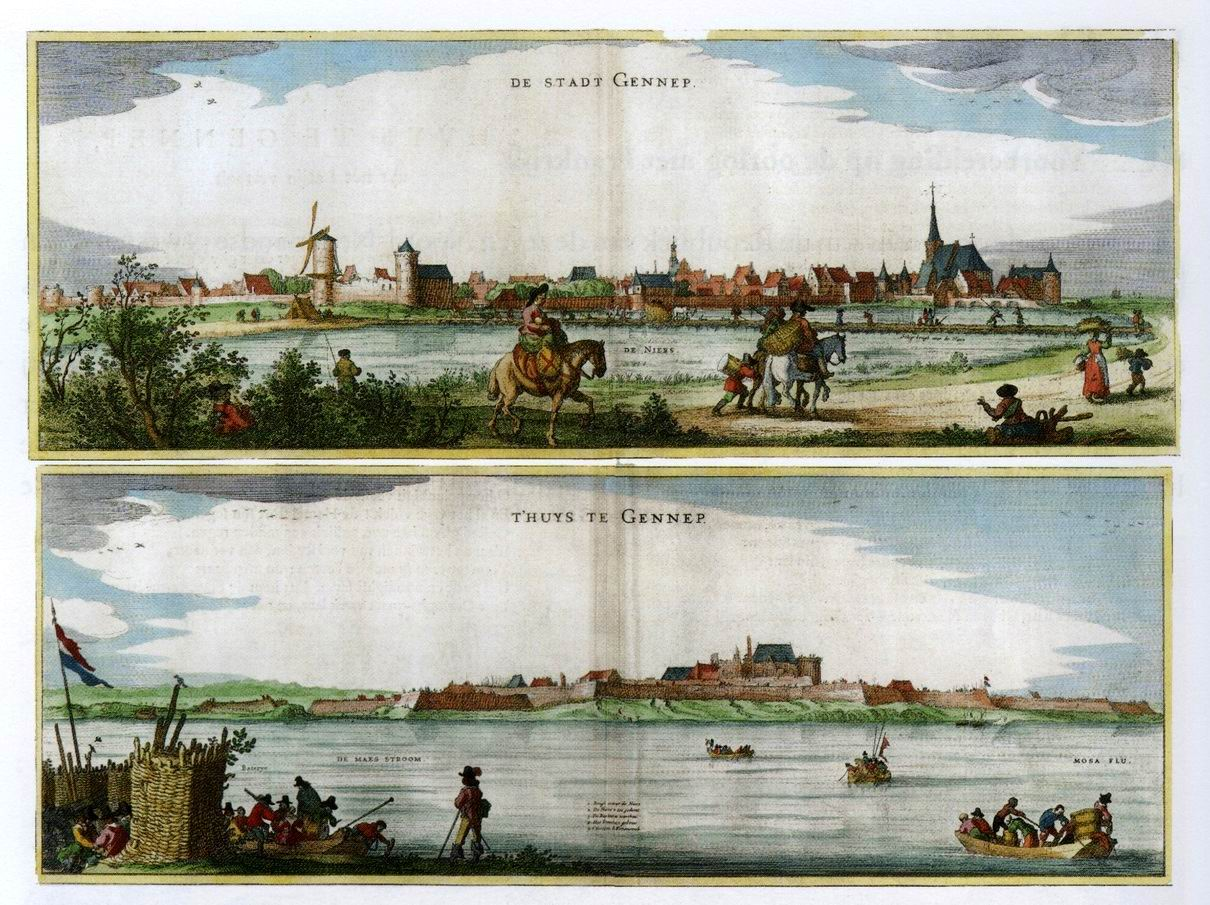
Gennep (boven) en het Genneperhuis (onder) in 1649 door Joan Blaeu

Gennep is afgeleid van het Keltische 'Ganapja'. Het verwijst daarmee naar de locatie van Gennep: plaats waar twee wateren samenkomen, de Maas en de Niers. Op een doorwaadbare plaats op deze plek kwamen zowel een noord-zuidelijke als een oost-westelijke weg van de Romeinen samen.
Na de Tweede Wereldoorlog bleek dat er onder de (oude) kerk al rond 750 een houten kerkje gestaan heeft. Een grote stadsbrand op het einde van de 16e eeuw heeft alle gegevens hieromtrent vernietigd, maar toch moet Gennep ruim voor 1371 haar stadsrechten verworven hebben. Een brief uit 1371 maakt melding van een versleten en nauwelijks leesbaar document.
Op 6 januari 1371 verklaarde Reinout van Brederode, heer van Gennep:
soe dan dese voirs, brieff begript und reveniert op die voirbrieve, die welcke durch altheit verweert und verdunckelt sind, sodat men die letteren derselver brieven niet gesien of gelesen kan, dair die stadt und burgeren in vorthieden mit geprivilegiert und berechticht sint.
De stad telde zo'n 750 inwoners en was via 3 poorten te betreden; de Zandpoort, de Nierspoort en de Maaspoort, die als laatste in 1820 werd afgebroken. De stad kende geen grote groei, voornamelijk door de strategische ligging van het nabijgelegen Genneperhuis, waardoor vele malen verschillende groepen buitenlandse soldaten Gennep bezetten. Het stadje was in tegenstelling tot het kasteel onverdedigbaar; het eigen kasteel Lonesteyn uit 1400 was al rond 1413 afgebroken.
De stad heeft verschillende keren onder een ander bestuur gestaan: Kleefs (1441), Pruisisch (1609), Frans (1794), Nederlands (1815), Belgisch (1830) en uiteindelijk terug Nederlands (1839).
Vanaf 1540 vluchten er protestanten naar Gennep, op de vlucht voor de Spanjaarden. Doordat Gennep ten tijde van de Republiek in de 16de en 17de eeuw niet tot de Republiek behoorde, werd hier in 1660 een Nederduits Gereformeerde kerk gebouwd uit eigen middelen. Dit in tegenstelling tot de vele andere protestantse kerken van voor 1660. Doorgaans werd een katholieke kerk 'hervormd' en door de protestanten in gebruik genomen. In het Pruisische Gennep was dit onmogelijk, waardoor Gennep heden ten dage de oudste, uit eigen middelen betaalde, protestantse kerk op haar bodem heeft staan. De kerk is Nederlands Hervormd en ligt naast het stadhuis dat na de grote stadsbrand van 1597 door Van Bommel werd gebouwd. Ook 's-Heerenberg en Venlo hebben een stadhuis van zijn hand. De overeenkomsten tussen de drie stadhuizen zijn voor eenieder zichtbaar.

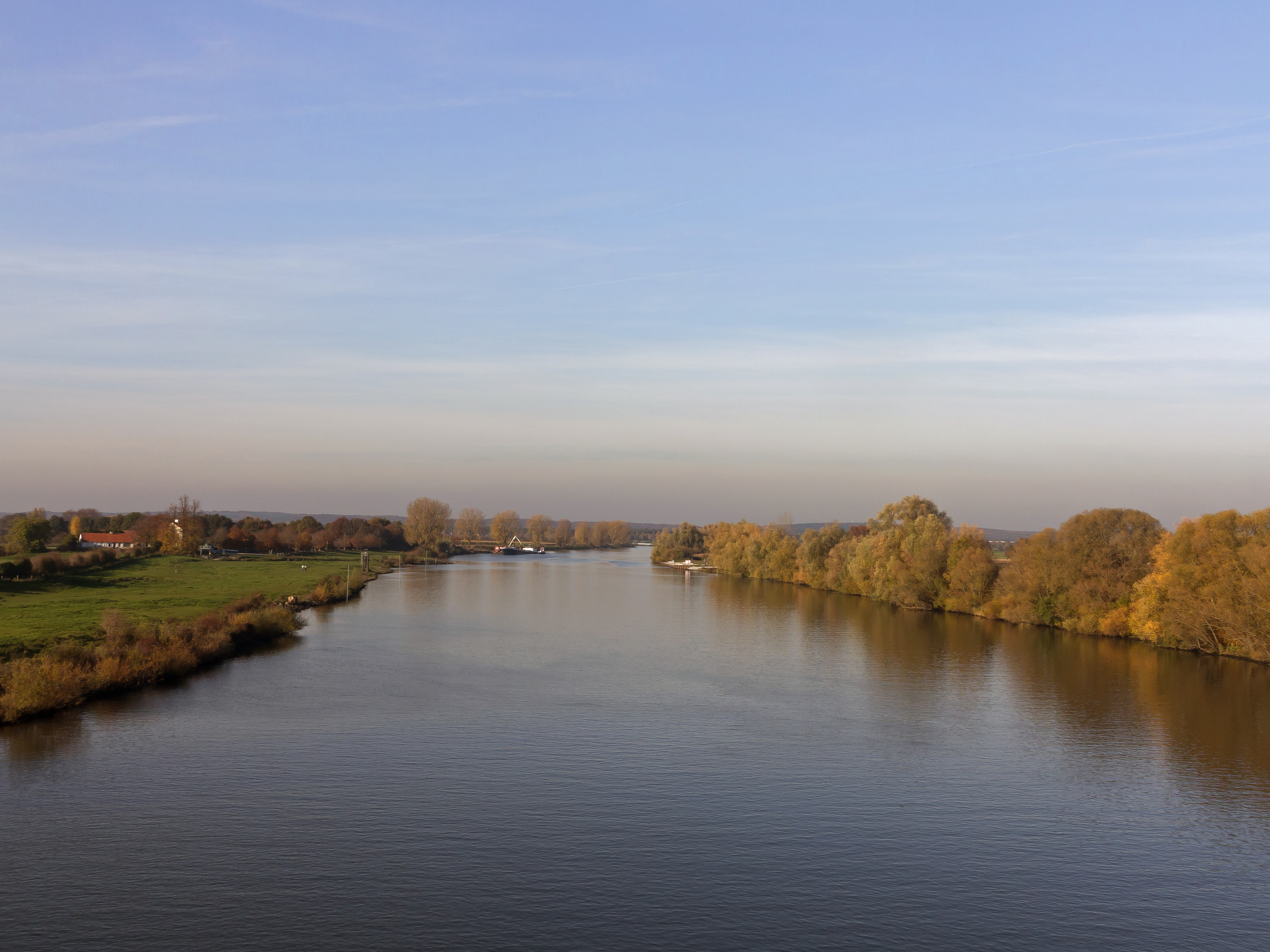
de Maas vanaf de brug tussen Gennep en Oeffelt

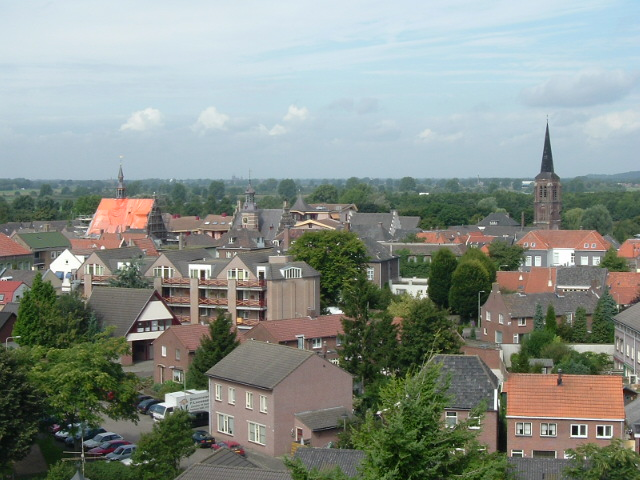
Gennep gezien vanaf de huidige St. Martinustoren

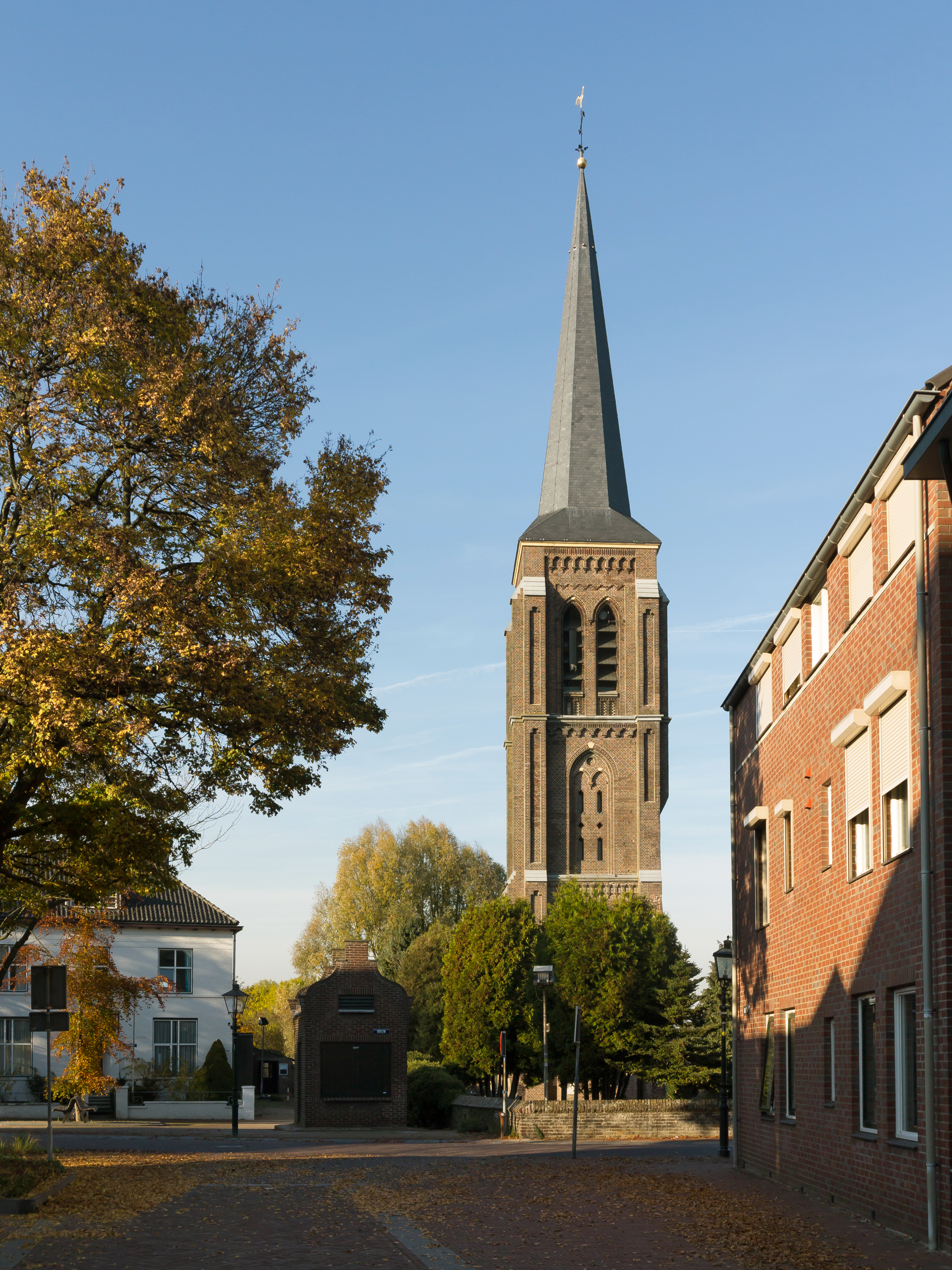
De Sint Martinustoren

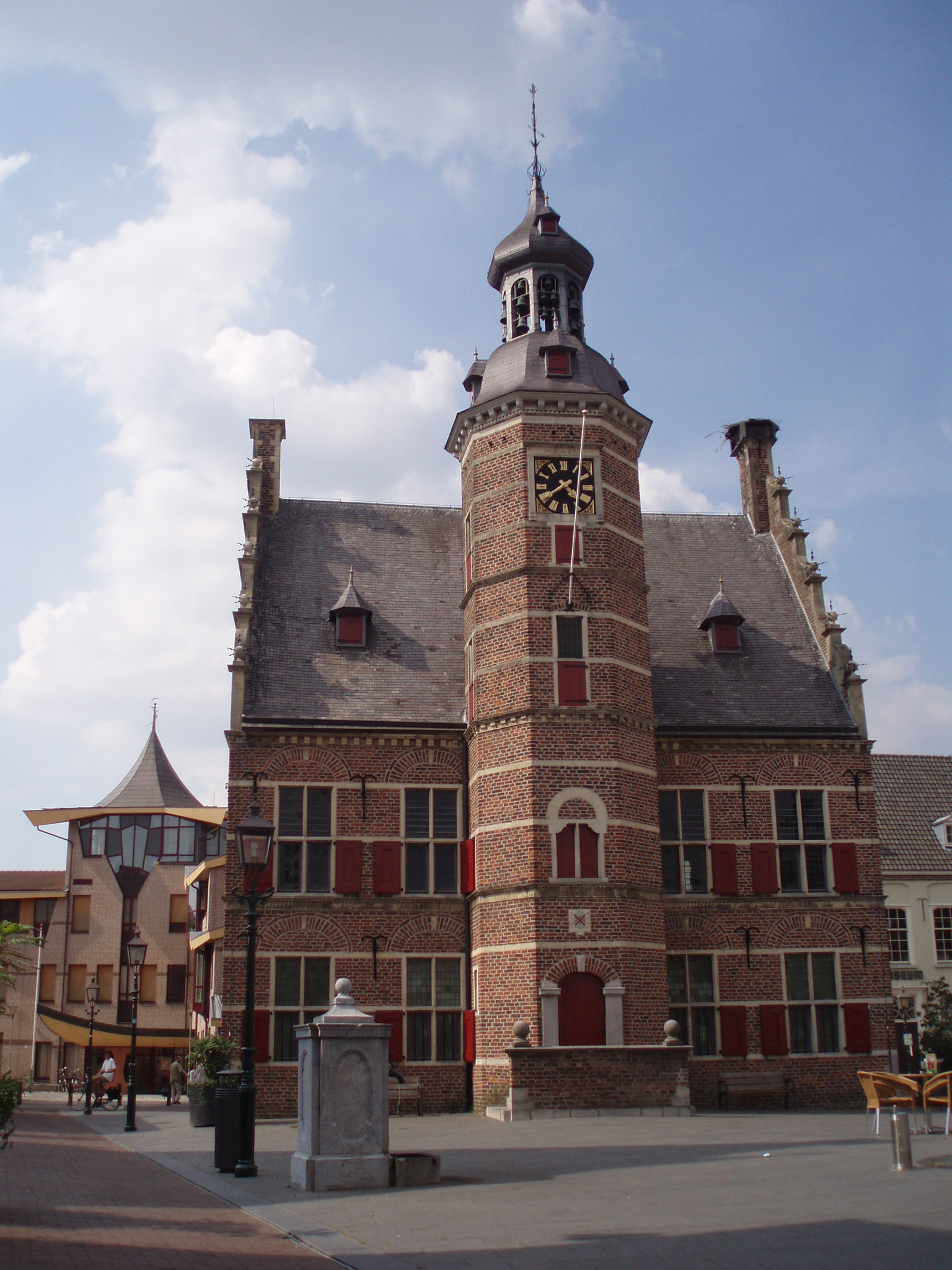
Gemeentekantoor (achtergrond) en stadhuis

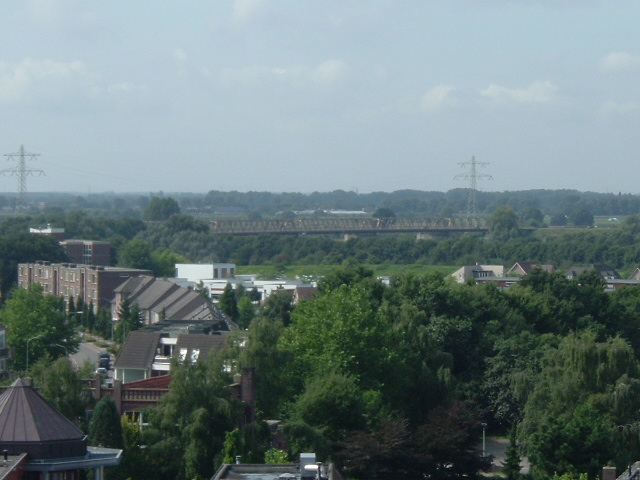
De huidige verkeersbrug, ter vervanging van de spoorbrug. De kleur is nu echter wel veranderd

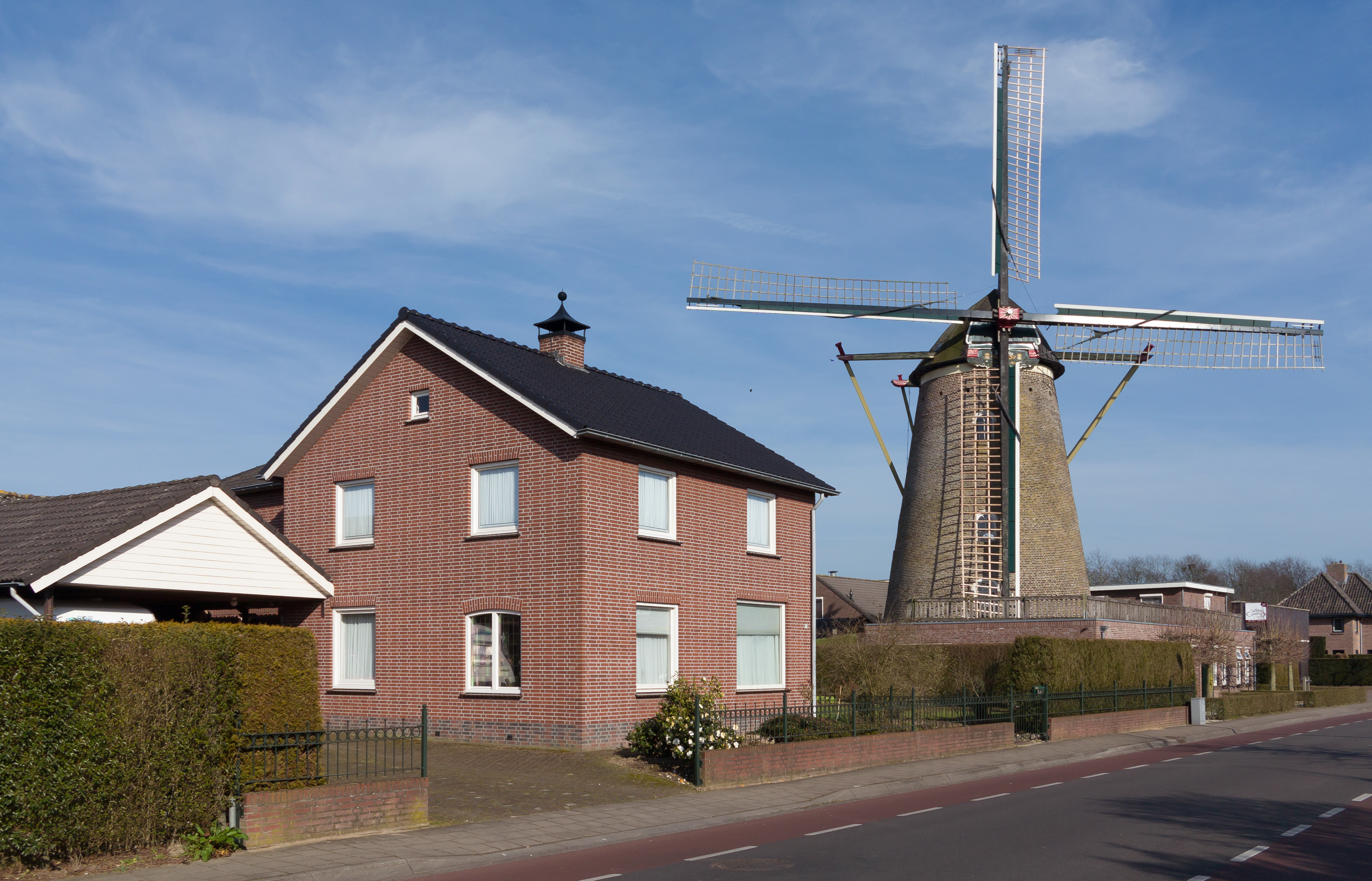
Beltmolen De Reus

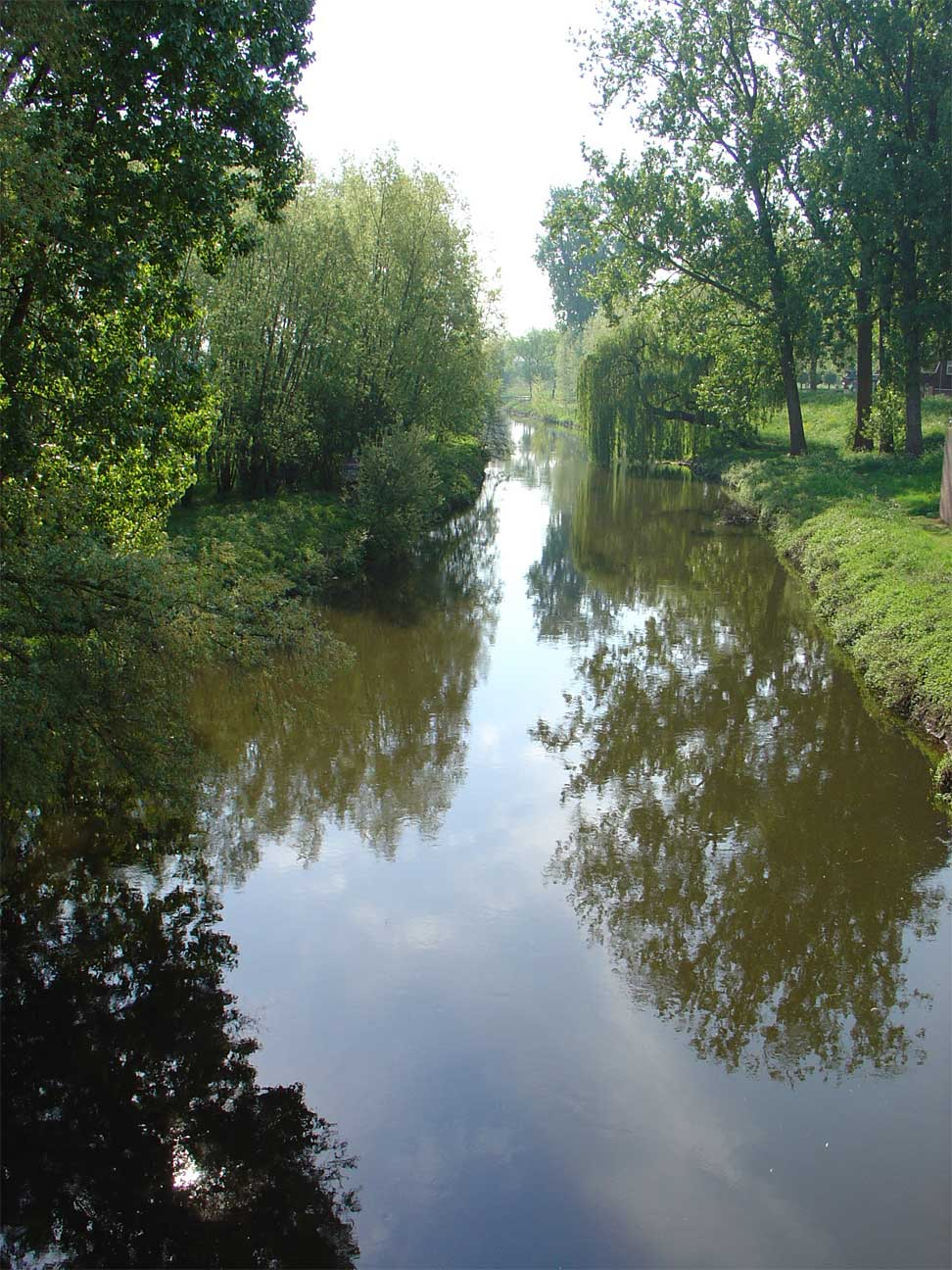
De Niers bij Gennep

Na het Congres van Wenen wordt besloten dat Pruisen de Maasscheepvaart niet mag beïnvloeden. Met een kanonschot (800 Rijnlandse roeden, ca. 3000 m) kijkt men hoe ver Pruisen van de Maas moet komen te liggen. Hierdoor komt Gennep binnen het nieuw te vormen Verenigd Koninkrijk der Nederlanden te liggen. Veel bloei kent de stad niet.
Bij de aanleg van de rijksweg Nijmegen-Maastricht in 1845 wordt gebruikgemaakt van de bestaande Niersbrug in Gennep, waardoor het stadje beter bereikbaar wordt. Als dan in 1869 door de NBDS eveneens de Spoorlijn Boxtel - Wesel door Gennep wordt aangelegd, begint er een grote bloeiperiode. Deze spoorlijn is lange tijd onderdeel van de kortste route tussen Londen en Moskou, waardoor o.a. keizer Wilhelm II en het Russische goud via station Gennep reizen. Het Voorhoeve-park biedt woningen aan vele arbeiders. Bedrijven als de Page (Papierfabriek Gennep) maken handig gebruik van de spoorlijn. Ook de Maas-Buurtspoorweg vestigt haar hoofdkantoor in het Gennepse, naast het hoofdkantoor van de NBDS. De Gennepse spoorbrug is een punt van discussie, omdat Pruisen op deze manier de Maas te makkelijk zou kunnen oversteken in geval van oorlog. Hoogstwaarschijnlijk wordt om dezelfde reden de Maaslijn niet op de oostelijke, Gennepse kant gelegd, maar op de westelijke, Brabantse kant.

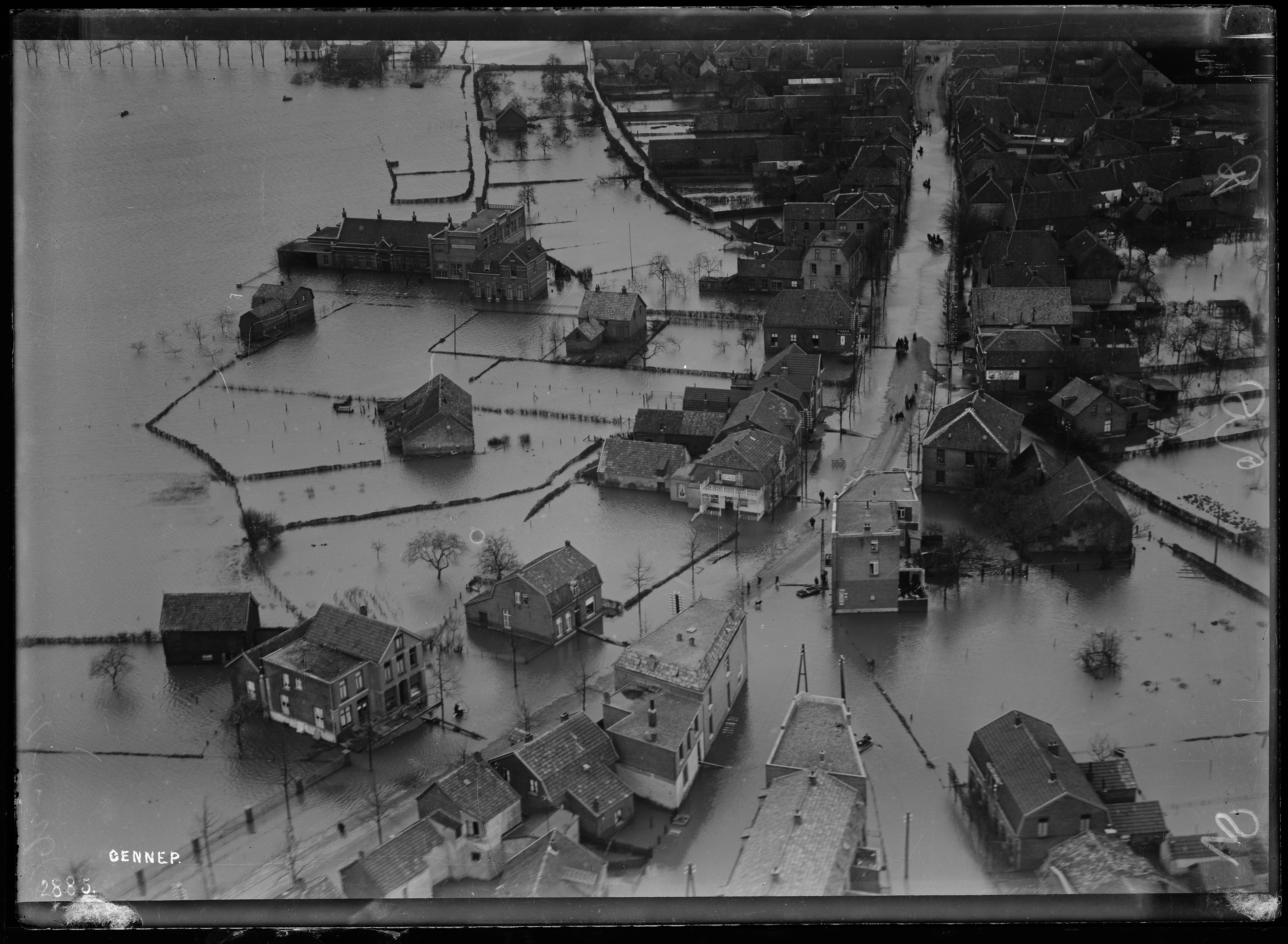
Watersnood in Gennep (1920-1940), Nederlands Instituut voor Militaire Historie.

In 1878 treft een besmettelijke keelziekte Gennep; in de drie maanden tijd sterven er 45 kinderen en de scholen sluiten. Twee jaar later treft een enorme watersnoodramp de stad. Vrijwel alleen de hooggelegen Markt en het nieuwgebouwde klooster Sint-Norbertusgesticht blijven droog.
In 1916 werd een lighal geopend voor bedlegerigen met een lange herstelperiode. Op verzoek van dokter Stiemens kwamen er vanaf 1918 ook longpatiënten uit heel Nederland naar het tuberculose-sanatorium Maria-oord. Vanaf 1931 omvatte het rustoordcomplex ook een nazorghuis, waar patiënten arbeidstherapie genoten.
De angst dat de Maasbrug een zwakke plek in de Nederlandse defensie is wordt bewaarheid in 1940 als de Gennepse Maasbrug als enige, door list, in Duitse handen valt op de eerste oorlogsdag. De Peel-Raamstelling is hierdoor onhoudbaar geworden.
In het najaar van 1944 wordt de brug opgeblazen door het Duitse leger. De geallieerden kunnen de Maas hierdoor niet oversteken. Tussen oktober 1944 en februari 1945 is de Maas het frontgebied, maar na de bevrijding van Gennep op 12 februari dat jaar (tijdens Operatie Veritable) begint men aan een baileybrug. Door het opkomend hoogwater wordt de Gennep bridge uiteindelijk de langste baileybrug die tijdens de Tweede Wereldoorlog wordt gebouwd.
Onder andere door de sluiting van de Nederlands-Duitse grens na WO II raakt de spoorlijn minder in trek en komt ten slotte te vervallen. De neergang was al ingezet door de Nederlandse neutraliteit in WO I en de beurskrach van 1929. In 1971 rijdt de laatste trein Gennep binnen in alle stilte en wordt de spoorbrug nog eenmaal gebruikt voor een carnavaleske leutexpres. Intussen is er wel een autobrug naast de spoorbrug aangelegd in de jaren 50, waardoor de eeuwenoude pont naar Oeffelt uit de vaart kan worden genomen.
Ter compensatie van het verlies van het hoofdkantoor van de Noord-Brabantsch-Duitsche Spoorwegmaatschappij (NBDS) wordt Zuidooster Autobusdiensten NV in Gennep gevestigd. Bij de fusie van Zuidooster en VSL tot Hermes wordt ook dit hoofdkantoor gesloten. Op een steenworp van het hoofdkantoor heeft vanaf 1953 jarenlang een van de 112 karakteristieke pompstations van Esso gestaan van de ontwerper Willem Dudok. Ook dit pompstation overleefde de tand des tijds niet en heeft plaatsgemaakt voor een moderne opvolger.
Tijdens de Wederopbouw in de jaren 50 wordt aan de rand van de oude stadskern een nieuwe rooms-katholieke kerk gebouwd. De oude Sint-Martinuskerk zou door oorlogsschade dermate beschadigd zijn dat ze niet meer voor de eredienst gebruikt kon worden. De nieuwe kerk, in de stijl van de Bossche School, wordt op eerste kerstdag 1954 ingewijd.
Begin jaren 60 begon de plaatselijke melkboer Jan Linders in Gennep met een supermarkt. Die noviteit blijkt een schot in de roos te zijn.
De hei rondom Gennep heeft op verschillende manieren invulling gevonden. Zo waren daar de instellingen Maria Roepaan voor verstandelijk-lichamelijk gehandicapten en een kuuroord van tbc-patiënten, de Sint Augustinusstichting, gevestigd en tegenwoordig een vakantiepark van Center Parcs.
De gemeente Gennep heeft een 25 ha groot industrieterrein gerealiseerd, genaamd "De Brem" in Heijen nabij industrieterrein "De Grens" en de A77. Gennep wil ook een gerenoveerde stadskern als toeristische trekpleister, met onder andere een Keramiek Experience, appartementencomplexen "Gennep Centraal" en "Het Bolwerk". Het Bolwerk herbergt een Jan Linders supermarkt op nagenoeg dezelfde plaats als waar de eerste supermarkt was gevestigd.

## Bezienswaardigheden
Enkele bezienswaardigheden in Gennep:

### Religieus erfgoed
- Martinustoren, uit 1869 en bijbehorend kerkhof
- Hervormde kerk, uit 1663
- Sint Martinuskerk en museum De Crypte, uit 1954
- Sint-Norbertuskerk, uit 1986.
- Heilig Hartbeeld (1922)
- Joodse begraafplaats aan de Davidlaan

### Wereldlijke bouwwerken
- Oudste huis van Gennep met pinakelgevel uit circa 1525
- 17de-eeuws stadhuis met Keramiekmuseum
- Gemeentekantoor, ontworpen door het architectenbureau Alberts & Van Huut uit 1994
- Middeleeuwse stadsmuur en stadspark
- Beltmolen De Reus uit 1848
- Natuurlijke omgeving van de Maaskemp met de ruïne van het Genneperhuis

### Overig
- mozaïekplein op het Ellen Hoffmannplein
- Museum Het Petershuis, in laat-gotische bouwstijl
- Loc 94 1640, een locomotief uit 1923, een monument ter herinnering aan het Duits Lijntje
- Villa Aurora aan de Heijenseweg

### Rijksmonumenten
In de gemeente zijn er een aantal rijksmonumenten, gemeentelijke monumenten, en oorlogsmonumenten, zie:
- Lijst van rijksmonumenten in Gennep (plaats)

## Natuur en landschap
Gennep ligt op de rechteroever van de Maas, op een hoogte van ongeveer 12 meter. De kom van Gennep wordt aan de noordzijde begrensd door de Niers. Deze vormt naar de monding toe een schiereiland met op de uiterste punt de ruïnes van het Genneperhuis. Ten zuiden van Gennep ligt de Sint Augustinusstichting, een instelling ten behoeve van verstandelijk gehandicapten. Aansluitend vindt men het Heijense Bos en landgoed Het Huis Heijen op het grondgebied van Heijen. In het oosten vindt men de Genneperheide, een natuurgebied. Daarop aansluitend ligt de inrichting Maria Roepaan op het grondgebied van Ottersum. Sinds 2000 nestelt een paartje ooievaars op het oude stadhuis van Gennep. Sinds 2015 zijn ze gratis live te volgen op de webcam van de Vogelbescherming ('Beleef de lente').

## Voorzieningen
- Clarenshof en Duivenakker zijn winkelcentra.

## Geboren
- Norbertus (1080-1134), rooms-katholiek bisschop en heilige
- Willem van Gennep (? Gennep-1362 Keulen), aartsbisschop van Keulen
- Johannes Wierts (1866-1944), componist
- Geert van Beek (1920-2001), schrijver
- Jan Bijen (1920-1994), voetballer
- Jan Linders (1930-2004), zakenman, grondlegger Jan Linders Supermarkten
- Karin Daan (1944), omgevingskunstenaar
- Paul Wessels (1946-2024), politicus (onder andere oud-wethouder van Gennep)
- Hans Gilissen (1957), bestuurder en politicus
- Doeko L. (1974) dichter, schrijver, voordrachtskunstenaar
- Ian Hussein Ngobi (2002), voetballer

## Nabijgelegen kernen
- Heijen, Ottersum, Ven-Zelderheide, Milsbeek, Siebengewald, Oeffelt (via de brug over de Maas)